# Doprava v Kyjevě

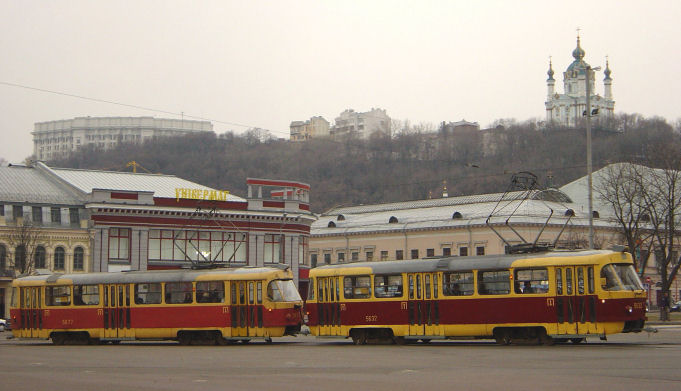
Dvě kyjevské tramvaje (foto 2005)

Kyjev je vedle Lvova či Charkova nejvýznamnější dopravní křižovatkou v zemi. V dřívějších dobách, kdy tudy procházela cesta od Varjagů k Řekům, byla hlavní dopravní tepnou řeka Dněpr. Dnes má Dněpr význam spíše pro nákladní dopravu; osobní doprava po Dněpru se omezuje na turistické a rekreační vyjížďky. První most přes Dněpr byl zřízen roku 1853.

## Železniční doprava
V Kyjevě sídlí správa ukrajinské Jihozápadní dráhy. Hlavním nádražím osobní přepravy je stanice Kyjiv-Pasažyrskyj (Київ-Пасажирський), významná je také stanice Darnycja na levém břehu Dněpru. Železniční tratě, vesměs elektrizované, vycházejí do měst Korosteň (– Volyň, Lvov), Fastiv (– Vinnycja, Lvov, Oděsa), Myronivka (– Dnipro, Záporoží, Mykolajiv), Hrebinka (-Poltava, Charkov) a Nižyn (– Bělorusko, Rusko). Kyjev má vlakové spojení se všemi většími městy Ukrajiny; relativně časté je také spojení s Ruskem, Běloruskem, Moldavskem a po zavedení spojů Intercity+ do Přemyšlu (2017) i s Polskem. V letní sezóně byly vypravovány posilové vlaky na Krym, od doby jeho anexe míří sezónní vlaky hlavně do Oděsy. Přímé vlaky či vozy jezdí též do většiny hlavních měst sousedních zemí.
Kromě toho existuje pět radiálních linek a okružní linka příměstské dopravy; jedná se o klasické vlaky nazývané električka, známé i z jiných měst bývalého SSSR. Celkem jsou cestujícím k dispozici zhruba dvě desítky stanic.

## Letecká doprava

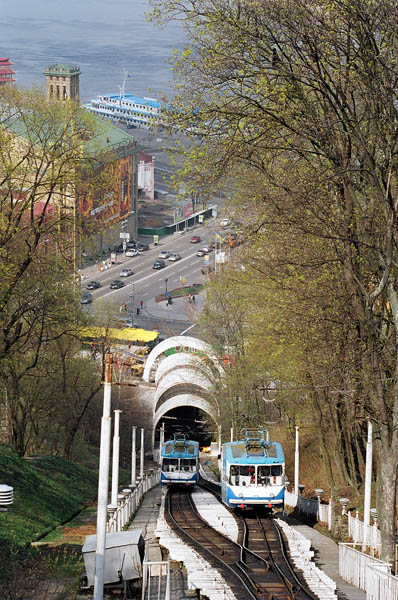
Kyjevská lanová dráha

Zhruba 30 km jihovýchodně od Kyjeva se nachází mezinárodní letiště Boryspil (menší, avšak s moderní odbavovací halou), blíže městu leží menší letiště Žuljany. Třetím letištěm je pak Hostomel. Plánováno je další rozšiřování letišť.
Vzhledem k tomu, že na území Kyjeva má své závody i firma Antonov, je tak město jedním z významných center leteckého průmyslu.

## Městská doprava
Páteř městského dopravního systému tvoří metro, které má, podobně jako pražské, tři linky protínající se v centru města. První z nich byla uvedena do provozu v roce 1960, další následovaly v letech 1972 a 1989. V současné době má 43 stanic a celkovou délku 54 km, z toho povrchové úseky představují 6 km.
Ve městě je provozována také tramvajová, trolejbusová a autobusová síť; tramvaje jsou však poslední dobou[kdy?] v útlumu a jejich tratě rušeny; významné směry, kde není metro, tak stále spoléhají na autobusy a trolejbusy. V centru města funguje také lanová dráha s téměř stoletou tradicí. Denně přepraví kolem 10 až 15 tisíc cestujících.